# Sydney Cozens
Sydney "Syd" Turner Cozens, né le 17 juillet 1908 à Manchester et mort le  5 février 1985 à Charlottetown au Canada, est un coureur cycliste britannique. Il a été huit fois champion d'Angleterre.

## Biographie
Sydney Turner Cozens commence à courir à Londres en 1923, en gagnant un handicap d'un demi-mile. Un peu plus tard, il court à Manchester, mais comme il vient tout juste de faire son premier tour de piste, on le fait descendre, Il n'a pas 16 ans, et n'est donc pas autoriser à disputer de telles épreuves.
Il rejoint le Manchester Wheelers' Club (en) à l'âge de 16 ans révolu  et décide de se spécialiser sur les distances de 440 yards à 10 miles. De sévères critiques sont faites lors de ses débuts officiels. Il ne parait pas de taille pour faire un champion cycliste. Pendant deux ans, Cozens se spécialise dans les handicaps où il obtient quelques succès, puis il finit, en 1926, par se distinguer sérieusement sur le 1/4 de mile.
Il est l'un des principaux membres de son club, remportant le championnat de la région de Manchester en 1927 et 1928. La même année il est finaliste du championnat d'Angleterre, sur un mile et en tandem, sur un mile, avec Lew Wyld. Il participe à l'épreuve de vitesse  aux jeux olympiques d'été de 1928 mais durant sa première course il chute. Le premier succès notable du jeune sprinter est dans une course de vitesse par invitation, le Vendredi saint, à Herne Hill, course dans laquelle Cozens bat Roger Beaufrand.
En 1929, Cozens dispute 32 courses, s'adjugeant 12 premières places, 9 secondes et 4 troisièmes. En Angleterre, il gagne pour la première fois le championnat  national du quart de mile, puis la Coupe Tonica et une série de matches dans  lesquels il domine Sibbit, Wyld, Stone, Chambers, etc. Il établit le record du quart de mile en 28s. II finit 2e dans le Grand Prix de Copenhague amateur et court le Grand Prix de Paris (amateurs) qu'il gagne trois fois de suite en 1929,,, 1930 et 1931.
Aux championnats du monde sur piste 1929 et 1930,, il termine deuxième de la vitesse amateur.
Sydney est le premier champion britannique de cyclisme sur piste en vitesse individuel en 1930.
Fin 1931, Cozens passe professionnel mais se retrouve face à Jef Scherens, Louis Gérardin et Albert Richter. Il décide de courir des américaines et des courses de six jours. Il prend le départ de 15 épreuves.
En 1933, il fait une tournée en Australie où il gagne 12 courses sur 16. Puis part aux États-Unis en 1934. Il termine deuxième des six jours de Toronto et de Montréal avec Peden. Il participe deux fois aux six jours de Pittsburg, une fois à ceux de Milwaukee et de Mineapolis. Il se casse à deux reprises la clavicule. Il reste hospitalisé un mois à Mineapolis. Revenu en Europe, il enlève avec Piet Van Kempen, les premiers six Jours de Londres en 1934. Aux suivants, il est victime d'accidents et reste même une fois trois jours dans le coma.
En 1953, Cozens devient directeur sportif de l'équipe cycliste BSA Cycles, puis de l'équipe Hercules. En 1955, il dirige la première équipe britannique à participer au Tour de France. L'équipe est marquée par des disputes internes et débordée par les efforts de la course. L'un des coureurs, Brian Robinson a qualifié plus tard Cozens de « bandit ». Tony Hoar a dit de Cozens : « Syd parlait couramment le français, mais c'était à peu près la seule bonne chose [...] il n'avait pas la moindre idées sur les courses sur route ».

## Palmarès sur piste

### Championnats du monde
- Zurich 1929
  -  Médaillé d'argent de vitesse amateur[19]
- Bruxelles 1930
  -  Médaillé d'argent de vitesse amateur

### Championnats nationaux
- Champion de Grande-Bretagne (1/4 mile) : 1929
- Champion de Grande-Bretagne (1000 yards) : 1930
- Champion de Grande-Bretagne professionnels : 1932[20]

### Six jours
- Londres : 1934 avec Piet van Kempen[21].
- Pittsburgh : 1934 avec  William Peden
- Toronto : 2e en 1934 avec Godfrey Parrott et William Peden

### Grand Prix
- Grand Prix de Paris (amateur) : 1929, 1930 et 1931